# Darling Lili
Darling Lili es una película estadounidense de 1970, de los géneros musical y bélico, dirigida por Blake Edwards y con Julie Andrews, Rock Hudson y Jeremy Kemp en los papeles principales.
Fue ganadora del premio Globo de Oro 1971 a la Mejor canción original, y candidata en dos categorías más. También fue candidata al premio Grammy 1971 y al premio Golden Laurel 1971. 

## Argumento
Durante la Primera Guerra Mundial, la cantante supuestamente británica Lili Smith (Julie Andrews) triunfa en París. En realidad, es una ciudadana alemana llamada Lili Schmidt que trabaja para el espionaje militar alemán. Como pantalla tiene a su tío Kurt para protegerla. El tío es realmente el coronel Kurt Von Ruger (Jeremy Kemp), que también es su contacto con el ejército alemán. Lili recibe la misión de seducir al oficial de aviación William Larrabee (Rock Hudson), con el objeto de obtener información. Ella logra seducir a Larrabee, pero también se enamora de él. El coronel Von Rugen se da cuenta de esto y la advierte, pero ella siente que no puede engañar al piloto. Finalmente Larrabee descubre el juego, pero tampoco es capaz de entregar a su amada. 

## Otros créditos
- Productor ejecutivo: Owen Crump
- Productor asociado: Ken Wales
- Diseño de producción: Fernando Carrere
- Decorados: Reg Allen y Jack Stevens
- Diseño de vestuario: Jack Bear y Donald Brooks
- Maquillaje: Lorraine Roberson (peluquería) y Willard Buell, Allan Snydery y Lynn F. Reynolds (maquillaje).
- Director de producción: John R. Coonan, Fred Lemoine, Jack McEdward, Curtis Mick y Howard Roessel
- Director de segunda unidad: Dick Crockett
- Asistente de Dirección: Mickey McCardle, Ariel Levy y John Slazenger
- Director de la unidad aérea: Anthony Squire
- Sonido: John R. Carter y Fred Hynes
- Coreografía: Hermes Pan.
- Color: Tecnicolor.

## Curiosidades
- La versión estadounidense tiene menos metraje (107 minutos), el propio director eliminó algunas escenas.
- El padre de Blake Edwards, Jacques McEdward forma parte del equipo de producción de la película.
- Es la primera vez que Blake Edwards dirige a Julie Andrews.

## Premios
- La película obtuvo tres candidaturas al premio Oscar:

- Mejor diseño de vestuario: Jack Bear y Donald Brooks.
- Mejor banda sonora: Henry Mancini y Johnny Mercer.
- Mejor canción: Whistling away the dark de Henry Mancini y Johnny Mercer.

- La canción también fue candidata al premio Grammy
- La canción de Mancini y Mercer obtuvo el Globo de Oro.
- El filme fue candidato en otras dos categorías:

- Mejor película musical o comedia.
- Mejor actriz: Julie Andrews.

- Henry Mancini estuvo nominado al premio Golden Laurel como Mejor compositor, quedando en cuarto lugar.

## Darling Lili's Magical Christmas
Darling Lili's Magical Christmas (La Navidad Mágica de Lili) en Warner Bros. Movie World.

### Caracteres
- Lili Smith
- Bugs Bunny
- Lola Bunny
- Pato Lucas
- Piolín
- Jerry el Ratón
- Tom el gato

### Canciones
- Whistling Away the Dark - Lili Smith, Bugs Bunny, Lola Bunny, Pato Lucas, Piolín